# An Kai
An Kai (chinesisch 安凯, Pinyin Ān Kǎi; * 20. November 1995 in Jinan) ist ein chinesischer Shorttracker.

## Werdegang
An startete im Februar 2016 in Dresden erstmals im Weltcup und belegte dabei den 51. Platz über 500 m, den 48. Rang über 1500 m und den 12. Platz mit der Staffel. In der Saison 2018/19 errang er in Almaty mit dem dritten Platz mit der Staffel seine erste Podestplatzierung im Weltcup und gewann bei der Winter-Universiade 2019 in Krasnojarsk die Goldmedaille über 1500 m und belegte über 1000 m den fünften Platz. In der folgenden Saison erreichte er mit acht Top-Zehn-Platzierungen, darunter Platz drei über 1500 m in Shanghai und Rang zwei über 1500 m in Montreal, den zehnten Platz im Weltcup über 1000 m und den dritten Platz im Weltcup über 1500 m. Zudem wurde er in Dordrecht Dritter mit der Staffel und holte in Nagoya mit der Staffel seinen ersten Weltcupsieg. Bei den Vier-Kontinente-Meisterschaften 2020 in Montreal lief er auf den siebten Platz im Mehrkampf und auf den fünften Rang mit der Staffel.

## Weltcupsiege im Team
| Nr. | Datum            | Ort      |
| --- | ---------------- | -------- |
| 1.  | 1. Dezember 2019 | Nagoya 1 |

## Persönliche Bestzeiten
- 500 m      41,412 s (aufgestellt am 5. März 2019 in Krasnojarsk)
- 1000 m    1:22,959 min. (aufgestellt am 1. November 2019 in Salt Lake City)
- 1500 m    2:14,219 min. (aufgestellt am 17. Dezember 2016 in Gangneung)